# Jean Froissart
Jean Froissart (Valenciennes (comtat d'Hainaut) 1337 - 1404) va ser un cronista medieval francès.
Va fer carrera eclesiàstica i ben aviat va començar a treballar per a la cort, recollint els fets dels nobles i viatjant amb ells per explicar posteriorment al poble les seves proeses. L'ideal de la cavalleria inspira molts dels seus escrits, on els protagonistes aristòcrates tenen un aire idealitzat malgrat les descripcions realistes i detallades d'afers dinàstics. Les seves cròniques es conserven en més de cent manuscrits il·luminats, prova de l'èxit que van tenir ja en vida de l'autor com a mitjà d'informació i document d'història. Malgrat la manca d'objectivitat, els estudiosos les consideren un document important per conèixer com era la vida i la literatura del segle xiv per la seva extensió i per narrar passatges omesos en altres llibres, ja que com ell mateix destaca a les introduccions, estava força preocupat per la metodologia i l'exhaustivitat.